# Choghā Chūbīn
Choghā Chūbīn (persiska: چغا چوبین, Choqā Chūbīn) är en ort i Iran.   Den ligger i provinsen Kermanshah, i den västra delen av landet, 500 km väster om huvudstaden Teheran. Choghā Chūbīn ligger 1 646 meter över havet och antalet invånare är 231.
Terrängen runt Choghā Chūbīn är kuperad åt sydväst, men åt nordost är den platt.Runt Choghā Chūbīn är det ganska tätbefolkat, med 60 invånare per kvadratkilometer. Närmaste större samhälle är Gahvāreh, 8,3 km sydost om Choghā Chūbīn. Omgivningarna runt Choghā Chūbīn är i huvudsak ett öppet busklandskap.